# Наяпитек
Наяпитеки — гипотетические предки человека, полуводные прямоходящие обезьяны — согласно маргинальной теории антропогенеза кандидата философских наук Леонарда Ивановича Ибраева. Он же ввёл и само название «наяпитек» (греч. Pithecus naias).

## Суть теории
Наяпитековая теория происхождения человека, как и Дарвинова, является тоже симиальной, но противостоит традиционному представлению предков людей волосатыми и неуклюжими на земле лесными выходцами в саванну, подобными шимпанзе и гориллам.
По Л. И. Ибраеву, следы былой брахиации на спине, грудной клетке и ладонях человека свидетельствуют, что люди произошли от обезьян, когда-то прежде прошедших древесную стадию. Пружинистая сводчатая стопа и торзион ножных мышц людей свидетельствуют также, что в эволюции обезьяньих предков людей была и наземная стадия. Но непосредственными животными предками людей были полуводные — полуназемные прибрежные обезьяны, двуногие прямоходящие и бесшерстные, — наяпитеки.
Они обитали 2-3 миллиона лет назад, в плиоцене, по берегам рек и озёр в полусаванной предгорной местности, бродили по мелководью, часто ныряли и плавали и питались ловлей и собиранием раков, лягушек, моллюсков, застрявшей на мели рыбы, черепах, птичьих яиц, прибрежных ягод, фруктов и других плодов, корений и насекомых и использовали для ловли и вскрытия раковин и панцирей расколотую гальку, палки и кости.
Автор теории подчёркивает, что «саванная» гипотеза антропогенеза сохраняется в наяпитековой теории, но в превзойденной, «снятой» форме.

## Доказательство теории
Теория выставляет три типа доказательств по трем эволюционным аспектам.
1. Актуалистическое доказательство — объяснением сравнительных особенностей морфофизиологии, одонтологии, приматологии и этологии человека, остальных приматов и полуводных млекопитающих.
2. Палеонтологическое доказательство — ископаемыми окаменелыми останками наяпитеков, установленных посредством новой интерпретации хабилисов (Homo habilis), найденных Л., М. и Р. Лики (L., М. и R. Leakey). Отколы на гальках нижнего Олдувая имеют случайную форму и не обнаруживают никакого прогресса на протяжении миллионов лет, так же, как и их скелетный материал; таким образом, их использование было ещё не «культурой», а животными действиями обезьян. По способу жизни и диете хабилисы были ещё не люди (Homo), а как раз прибрежные обезьяны пресных водоемов, наяпитеки, но по своей морфофизиологии они наиболее близки к человеку. Их дальнейшая эволюция в верхних слоях Олдувая и других раскопок показывает, что они были человеческими предками.
3. Теоретико-эволюционное доказательство: увязка перемен в морфофизиологии наяпитеков с их переходом от побережий в степи, от собирательства к охоте (вынужденным иссушением климата) и с их последующей эволюцией в Homo erectus и в питекантропа, — в связи с прогрессом орудий и методов производства, потребления и социализации, развитием трудовой кооперации, языка, мышления и в итоге превращением в кроманьонца, современного человека.

Теория наяпитекового антропогенеза отмежёвывается как от традиционной «саванной гипотезы», так и от «морской гипотезы» амфибиозных «голых обезьян» или даже дельфинов.

## Критика гипотезы
Критики указывают на то, что останки наяпитеков не были обнаружены (хотя в наяпитековой теории такими останками считаются останки хабилисов), на проблемы с их возможными предками и на то, что гипотеза односторонне подходит к достижениям (в том числе к использованию орудий) тех предполагаемых предков человека, которых считают таковыми более общепризнанные теории. Также задаётся вопрос, почему наяпитеки в конце концов ушли от водного образа жизни, если он был настолько удобен для них, а на суше им грозила конкуренция с близкородственными видами, теми самыми, которых Ибраев отвергает в качестве предков современных людей. Вместе с тем критики указывают, что гипотеза о наяпитеках хорошо объясняет наличие у людей подкожного жира, который отсутствует или присутствует у обезьян в меньшей степени.
Критики часто называют наяпитековую теорию «маргинальной», хотя она была опубликована в органах Академии наук в ИНИОН (Институт научной информации по общественным наукам АН СССР), в журнале «Философские науки» и в научно-популярном журнале «Наука и жизнь». Наяпитековая теория поддерживается д.м.н. К. Г. Языковым.